# Hořešovice
Hořešovice är en ort i Tjeckien.   Den ligger i regionen Mellersta Böhmen, i den nordvästra delen av landet, 40 km nordväst om huvudstaden Prag. Hořešovice ligger 286 meter över havet och antalet invånare är 243.
Terrängen runt Hořešovice är huvudsakligen platt, men åt sydväst är den kuperad. Runt Hořešovice är det tätbefolkat, med 343 invånare per kvadratkilometer. Närmaste större samhälle är Kladno, 16,8 km sydost om Hořešovice. Trakten runt Hořešovice består till största delen av jordbruksmark.